# Zenaida auriculata
Zenaida auriculata е вид птица от семейство Гълъбови (Columbidae).

## Разпространение
Видът е разпространен в Антигуа и Барбуда, Аржентина, Аруба, Барбадос, Боливия, Бонер, Синт Еустациус, Саба, Бразилия, Венецуела, Гренада, Гваделупа, Гвиана, Доминика, Еквадор, Колумбия, Кюрасао, Мартиника, Монсерат, Парагвай, Перу, Сейнт Китс и Невис, Сейнт Лусия, Сейнт Винсент и Гренадини, Суринам, Тринидад и Тобаго, Уругвай, Фолкландски острови, Френска Гвиана, Чили и Южна Джорджия и Южни Сандвичеви острови.